# Pirk (Weischlitz)
Pirk è una frazione del comune tedesco di Weischlitz.